# Casper
Casper（キャスパー）は、アメリカ合衆国・ニューヨーク発のマットレスブランド。また、「ユニコーン企業」と呼ばれる、10億ドル以上の企業価値を持つ未上場のスタートアップ企業。
2014年、ニューヨークにて、Sherwin、Neil Parikh、Gabe Flateman、Jeff Chapin、Philip Krimの5名で創業された。

## 概要
- Casperは、マットレス購入における障壁は「選択肢の多さ」「販売店によって異なる名称」などであることを把握し、「他の選択肢をなくす」というシンプルなコンセプトをもってローンチされた[1]。
- 会社設立時から、マットレスブランドではなく、「睡眠を中心としたデジタルファーストブランド」としてスタート[1]。
- モデルは一種類のみ、価格への配慮、自宅に直接配送。
- 約1ヶ月で100万ドル(約1.1億円)の製品を売り上げ、初年度は1億ドル(約110億円)を売り上げる。
- インスタグラムやツイッターの運用によって、インフルエンサーPRにも力を入れている。
- SEOにもかなり注力しており、いくつかの記事でそのことが取り上げられている[1][2]。
- マットレスD2Cブランドのタフト＆ニードル(Tuft & Needle)[3]はAmazonと提携して専用のマットレスを販売、寝具ブランドのパープル(Purple)はシェルカンパニーに買収されて2017年に上場。2019年4月の記事では、「いまやライバル企業は多く、非常に難しい立場にある」(ベインキャピタルのスコット・フレンド氏）というコメントがあったことも掲載されている[4]。

## 沿革
2016年、インテリア店のウエストエルム(West Elm)とパートナーシップを締結(同年に終了している)。
2017年、大手小売り店ターゲット(Target)の1,000拠点で商品の販売を始めた。
2018年1月、リアルショップをソーホーにオープン。
2018年7月、ニューヨークに睡眠スポット「ドリーマリー(The Dreamery)」をオープン。